# إستيلا لويز مان
إستيلا لويز مان (بالإنجليزية: Estella Louise Mann)‏ هي مغنية أمريكية، ولدت في 1 نوفمبر 1871 في ناشفيل في الولايات المتحدة، وتوفيت في 20 أغسطس 1947 في إيفانسفيل في الولايات المتحدة.